# Герхард Дьонхоф
Герхард Дьонхоф (на немски: Gerhard Dönhoff; Gerhard VII Graf von Dönhoff) е балтийски германец от рода Дьонхоф, граф във Варминско-Мазурско войводство, Полша, от 1633 г. имперски граф, полски кастелан на Данциг и войвода на Венден и Померелия.
Произлиза от полско-пруския благороднически род фон Дьонхоф. Той е третият син на Герхард V фон Дьонхоф (1554 – 1598), господар на Котц, войвода на Дорпат, и съпругата му Маргарета фон Цвайфел (ок. 1560 – 1622), дъщеря на Герлах фон фон Цвайфел († 1581) и Юдит фон Ширщедт. Брат е на граф Магнус Ернст Дьонхоф (1581 – 1642), войвода на Пярну, полски дипломат, и граф, княз (1637) Каспар Дьонхоф (1587 – 1645), полковник Херман фон Дьонхоф (1591 – 1620), Йохан фон Дьонхоф († сл. 1592) и на Анна фон Дьонхоф (1585 – 1633/1639), омъжена за Херман фон Майдел († 1640/1642).
Дьонхоф е през 1621 г. командант на немските помощни войски в Кралство Прусия. През Полско-шведската война (1600 – 1629) участва активно 1624 – 1625 г. и става прочут като командант на Торун.
През 1629 г. той е кралски морски съветник, 1635 г. главен командир на полския флот.
През 1642 г. Дьонхоф е кастелан на Данциг, 1643 г. войвода на Померелия и кралска Прусия, 1645 г. дворцов маршал на кралица Луиза Мария Гонзага.
Той е старост на Берент, Скаршеви, Лигноъск, Адзел, Фелин, Луцин, Лигновск също старост и иконом на Мариенбург.
Много пъти той е пратеник на крал Владислав IV Васа в дипломатически дела в Берлин, Виена, Копенхаген или Париж.
На 11 януари 1633 г. във Виена Герхард Дьонхоф, заедно с братята му Магнус Ернст Дьонхоф († 1642) и Каспар Дьонхоф († 1645), е издигнат от кайзер Фердинанд II на имперски граф. Граф Дьонхоф цял живот е калвинист. Той е погребан в Елбинг, Полша.

## Фамилия
Герхард Дьонхоф се жени 1629 г. за графиня Катарзина Зофия Опалинска (1596 – 1635), дъщеря ма Петър Опалински (1566 – 1600) и Елжбета Зборовска, вдовица на Дмитри Вейхера (ок. 1578 – 1628). Те имат 4 деца:
- Ото
- Цецилия, омъжена за Бриза
- Катарина Хедвиг († 1668?), омъжена I. за граф Лудвиг Вайер († 1656), II. (1646?) за Вожциех Константи Бреза
- Констанца Анна († 1685), омъжена I. за Ян Кос († 1662), войвода хелмински, II. за Ян Игнац Баковски (ок. 1615 – – 1679), войвода малборкски

За втори път Герхард Дьонхоф се жени на 23 август 1637 г. за херцогиня Сибила Маргарета фон Бриг (* 20 юни 1620, Данциг; † 26 юни 1657, погребана в Данциг Св. Мариен) от рода на Силезийските Пясти, дъщеря на херцог Йохан Кристиан фон Бриг (1591 – 1639) и маркграфиня на Доротея Сибила фон Бранденбург (1590 – 1625) от род Хоенцолерн, дъщеря на курфюрст Йохан Георг фон Бранденбург (1525 – 1598) и третата му съпруга Елизабет фон Анхалт (1563 – 1607). Те имат 6 деца:
- Владислав Денхоф/Ладислаус (* 27 юли 1639; † 7 октомври 1683 в Паркан), кастелан на Кулм, войвода на Померелен, шатцмайстер на Кралство Прусия, женен за Йоана Констанция Слушка († 30 октомври 1733)
- Йохан Фридрих (* 1 декември 1640; † 1683)
- Сибила (* 1641), омъжена за Пьотер фон Жихлински
- Фридрих
- Мариана (* 16 юни 1644; † 14 август 1647)
- Катарина, омъжена за Зеклинкси